# 基拉姆帕迪
基拉姆帕迪（Kilampadi），是印度泰米尔纳德邦Erode县的一个城镇。总人口6345（2001年）。

## 人口
该地2001年总人口6345人，其中男性3131人，女性3214人；0—6岁人口472人，其中男245人，女227人；识字率61.15%，其中男性为71.73%，女性为50.84%。